# Agromyza subnigripes
Agromyza subnigripes este o specie de muște din genul Agromyza, familia Agromyzidae, descrisă de Malloch în anul 1913. Conform Catalogue of Life specia Agromyza subnigripes nu are subspecii cunoscute.